# Salto con te
Salto con te è un album del 2001 degli Snaporaz.

## Tracce
1. Come mi vuoi
2. A volte
3. Mister
4. ...(Geppo & Matié)
5. Pane +
6. Il grande bastardo
7. XXX (la chirurgia si fa estetica)
8. Pentothal
9. L'africa è gravida
10. Un nuovo sentimento
11. Salto con te
12. Una città che suona
13. Apparizioni

## Critica
La critica è curata da Stefano Rocco.In sintesi egli pensa che l'album è da "assaggiare" per chi non conosce gli Snaporaz, chi invece li conosce adorerà l'album.